# 海蜥属

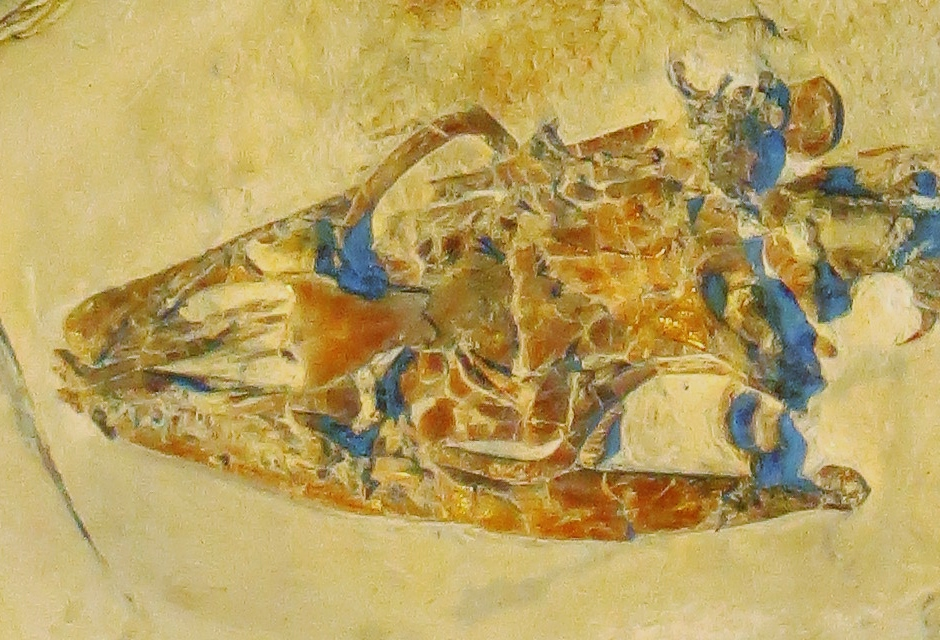
科氏海蜥头部

海蜥（学名：Pontosaurus）是蟒形类已灭绝的一个属，生存于晚白垩世。其原被命名为水蜥（Hydrosaurus），但因此名已被一种飞蜥科蜥蜴占用而改名。本属有两个已知物种，两者均生存于森诺曼阶，模式种列辛海蜥（P. lesinensis）发现于克罗地亚赫瓦尔岛，另一个物种科氏海蜥（P. kornhuberi）发现于黎巴嫩的桑宁组。